# Epizoanthus rodmani
Epizoanthus rodmani is een Zoanthideasoort uit de familie van de Epizoanthidae. De wetenschappelijke naam van de soort is voor het eerst geldig gepubliceerd in 2009 door Philipp & Fautin.